# Чејнивил (Луизијана)
Чејнивил (енгл. Cheneyville) град је у америчкој савезној држави Луизијана.

## Демографија
По попису из 2010. године број становника је 625, што је 276 (-30,6%) становника мање него 2000. године.
| Група             | 2000.       | 2010.       |
| Белци             | 290 (32,2%) | 160 (25,6%) |
| Афроамериканци    | 592 (65,7%) | 446 (71,4%) |
| Азијати           | 0 (0,0%)    | 0 (0,0%)    |
| Хиспаноамериканци | 21 (2,3%)   | 10 (1,6%)   |
| Укупно            | 901         | 625         |